# راه درخشان
راه درخشان (اسپانیایی: Sendero Luminoso‎) که خود را حزب کمونیست پرو (Partido Comunista del Perú یا PCP) می‌نامد، یک حزب سیاسی چپ افراطی و گروه چریکی در پرو است که پیرو مارکسیسم-لنینیسم-مائوئیسم و اندیشه گونزالو است. دانشگاهیان اغلب برای متمایز کردن آن از سایر احزاب کمونیست در پرو، از این گروه به عنوان حزب کمونیست پرو - مسیر درخشان (Partido Comunista del Perú – Sendero Luminoso یا PCP-SL) یاد می‌کنند.
این حزب هنگامی که برای اولین بار «جنگ خلقی» خود را در سال ۱۹۸۰ راه اندازی کرد، هدف خود را سرنگونی دولت از طریق جنگ چریکی و جایگزینی آن با دموکراسی نو بود. راه درخشان معتقد بود که با برقراری دیکتاتوری پرولتاریا، ایجاد یک انقلاب فرهنگی، و در نهایت جرقه زدن یک انقلاب جهانی، آن‌ها می‌توانند به کمونیسم کامل برسند. نمایندگان آن‌ها اظهار داشتند که کشورهای سوسیالیستی موجود در آن زمان تجدیدنظرطلب بودند و راه درخشان پیشرو جنبش جهانی کمونیستی بود. ایدئولوژی و تاکتیک‌های راه درخشان بر دیگر گروه‌های شورشی مائوئیست مانند حزب کمونیست نپال و دیگر سازمان‌های وابسته به جنبش انقلابی انترناسیونالیستی تأثیر گذاشته است.
راه درخشان به‌طور گسترده به دلیل وحشیگری بیش از حد خود، از جمله خشونت اعمال شده علیه دهقانان، سازمان‌دهندگان اتحادیه‌های کارگری، گروه‌های رقیب مارکسیست، مقامات منتخب و عموم مردم محکوم شده است. راه درخشان توسط دولت پرو، همراه با ژاپن، ایالات متحده، اتحادیه اروپا، و کانادا به عنوان یک سازمان تروریستی در نظر گرفته می‌شود، که در نتیجه همه آن‌ها تأمین مالی و سایر موارد حمایت مالی از گروه را ممنوع می‌کنند.
از زمان دستگیری بنیانگذار راه درخشان، آبیمائل گوسمان در سال ۱۹۹۲ و جانشینان او اسکار رامیرز در سال ۱۹۹۹ و کومراد آرتمیو در سال ۲۰۱۲، فعالیت راه درخشان کاهش یافته است.  جناح اصلی باقی‌مانده از مسیر درخشان، حزب کمونیست نظامی پرو (MPCP)، در یکی از دره‌های این کشور فعال است و از سال ۲۰۱۸ به منظور حمایت از دهقانانی که قبلاً توسط راه درخشان تحت تعقیب قرار گرفته بودند، از میراث راه درخشان فاصله گرفته است.